# Cerophysa fulvicollis
Cerophysa fulvicollis es un coleóptero de la familia Chrysomelidae.
Fue descrita científicamente en 1892 por Jacoby.